# Galapalaophonte carolinensis
Galapalaophonte carolinensis är en kräftdjursart som beskrevs av Fiers 1991. Galapalaophonte carolinensis ingår i släktet Galapalaophonte och familjen Laophontidae. Inga underarter finns listade i Catalogue of Life.